# Диксония антарктическая
Диксония антарктическая (лат. Dicksonia antarctica) — вид крупных папоротников семейства Диксониевые (Dicksoniaceae). В некоторых источниках этот вид относят к другому роду из того же семейства, растение классифицируется как Balantium antarcticum (Labill.) C.Presl.
Диксония антарктическая — древовидный папоротник, обычно высотой около 5 м, некоторые экземпляры достигают 15 м. Ствол похож на древесный, диаметром иногда в 1,5—2 м, из которого произрастают длинные, глубоко вырезанные тёмно-зелёные листья. Реже ствол практически отсутствует. Множество придаточных корней. Растение вырастает на 3—5 см в год, размножаются после 20 лет, как и все папоротники, спорами, возможно и вегетативное размножение.
Растёт диксония антарктическая на Тасмании и юго-востоке Австралийского континента, в штатах Виктория и Новый Южный Уэльс. Часто образует подлесок эвкалиптовых лесов, на Тасмании — папоротниковые леса. Может расти высоко в горах, выдерживая низкие температуры.
Вид неприхотлив и широко выращивается в садах умеренного климата.

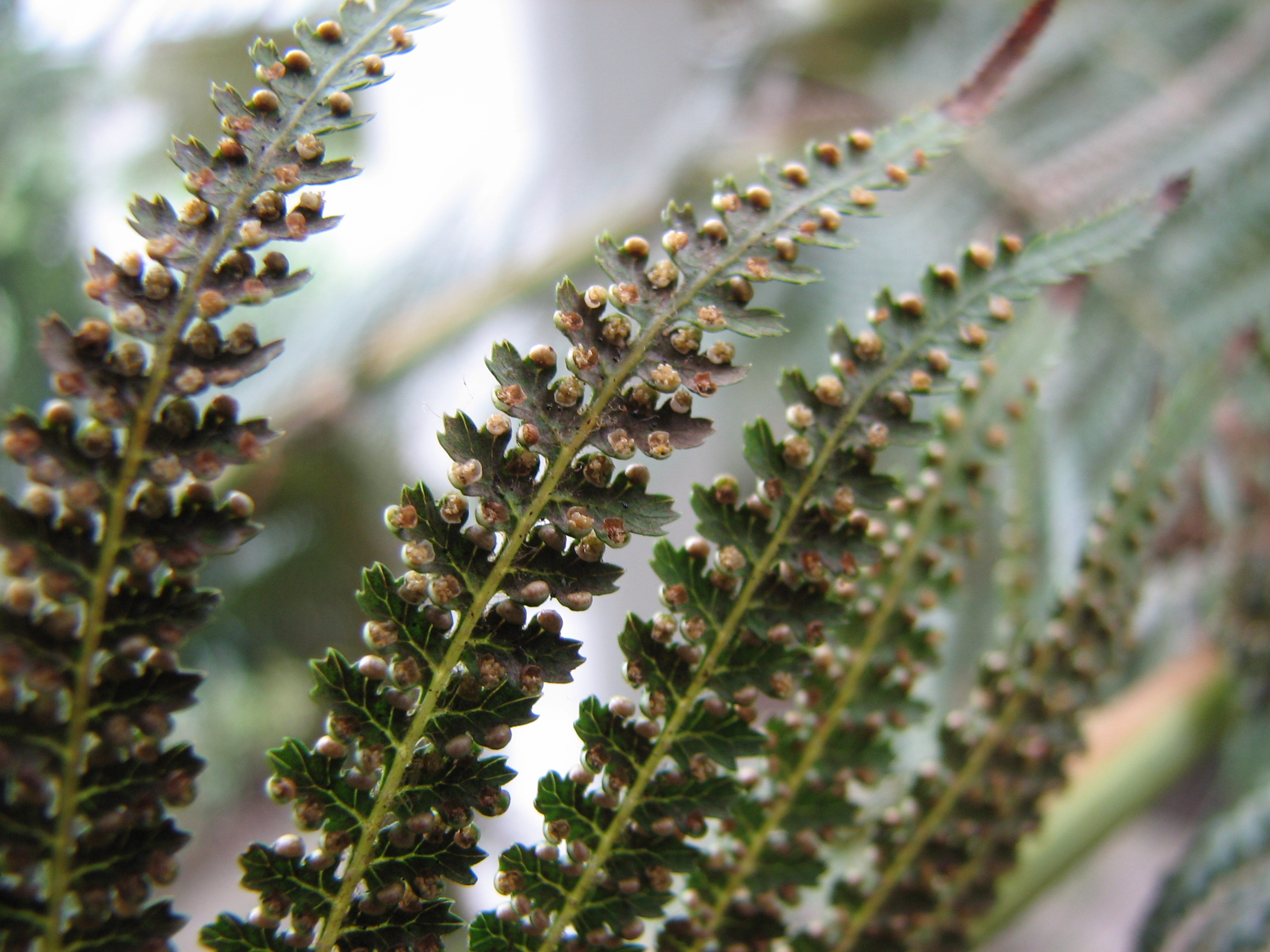
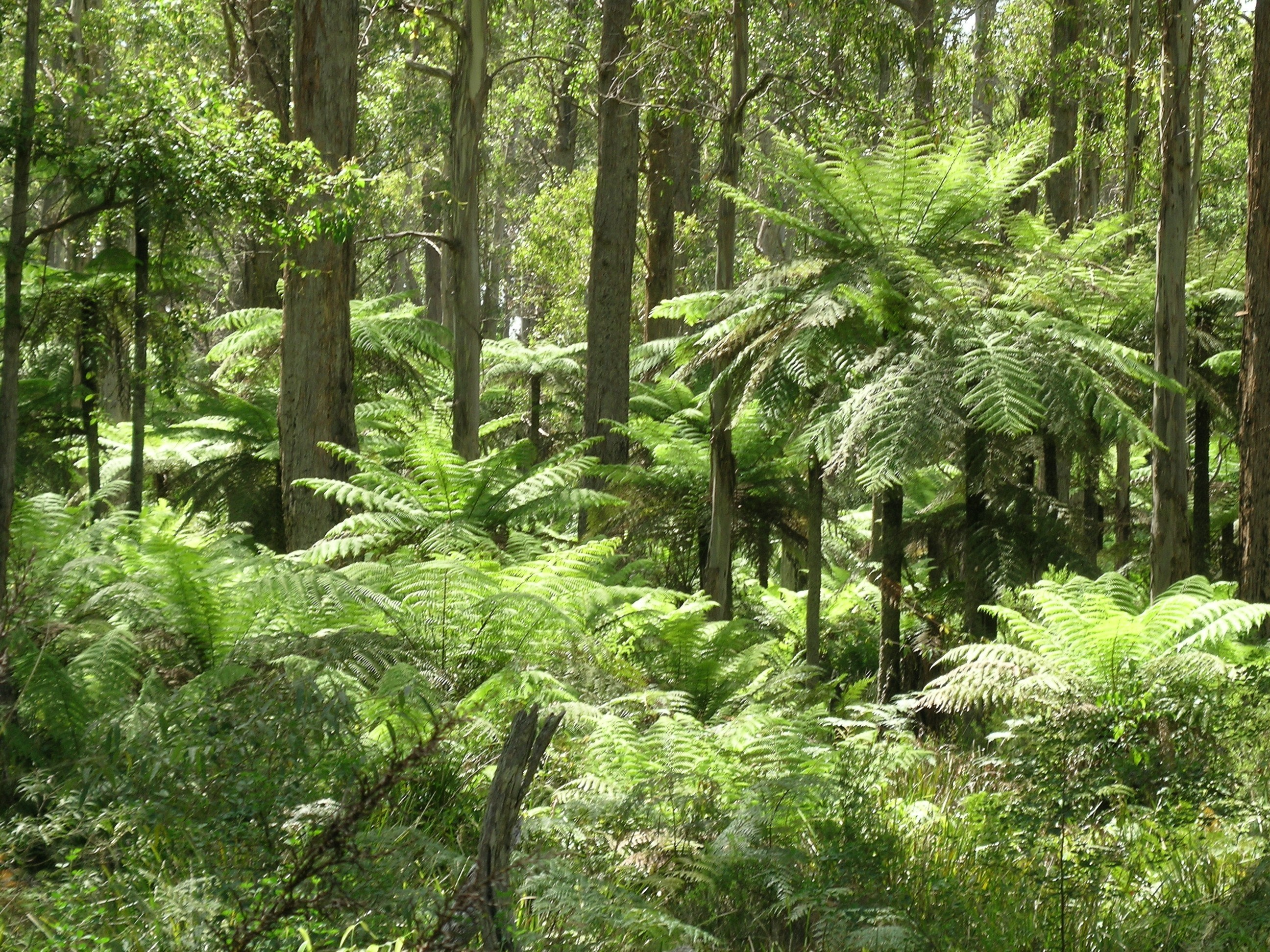
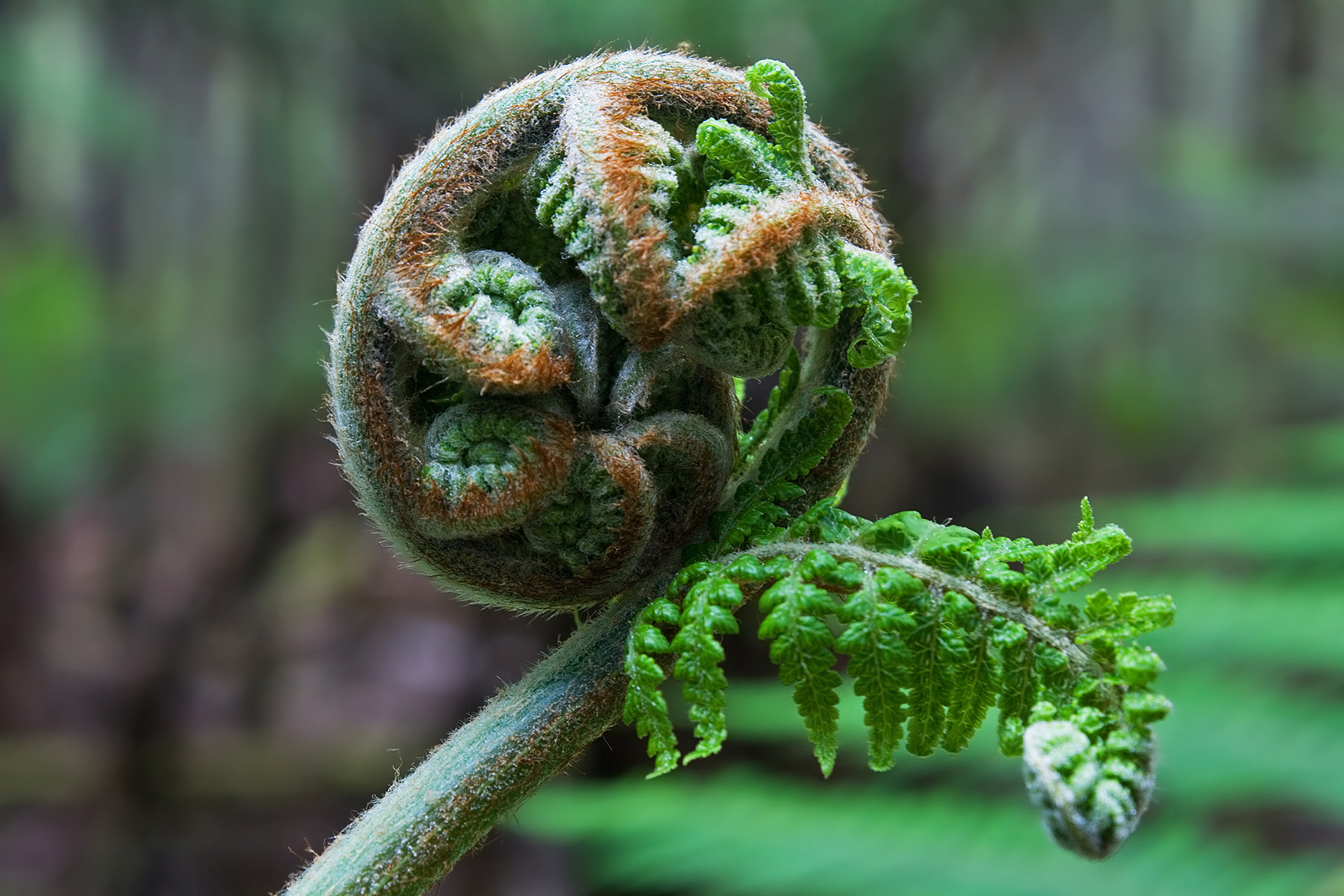
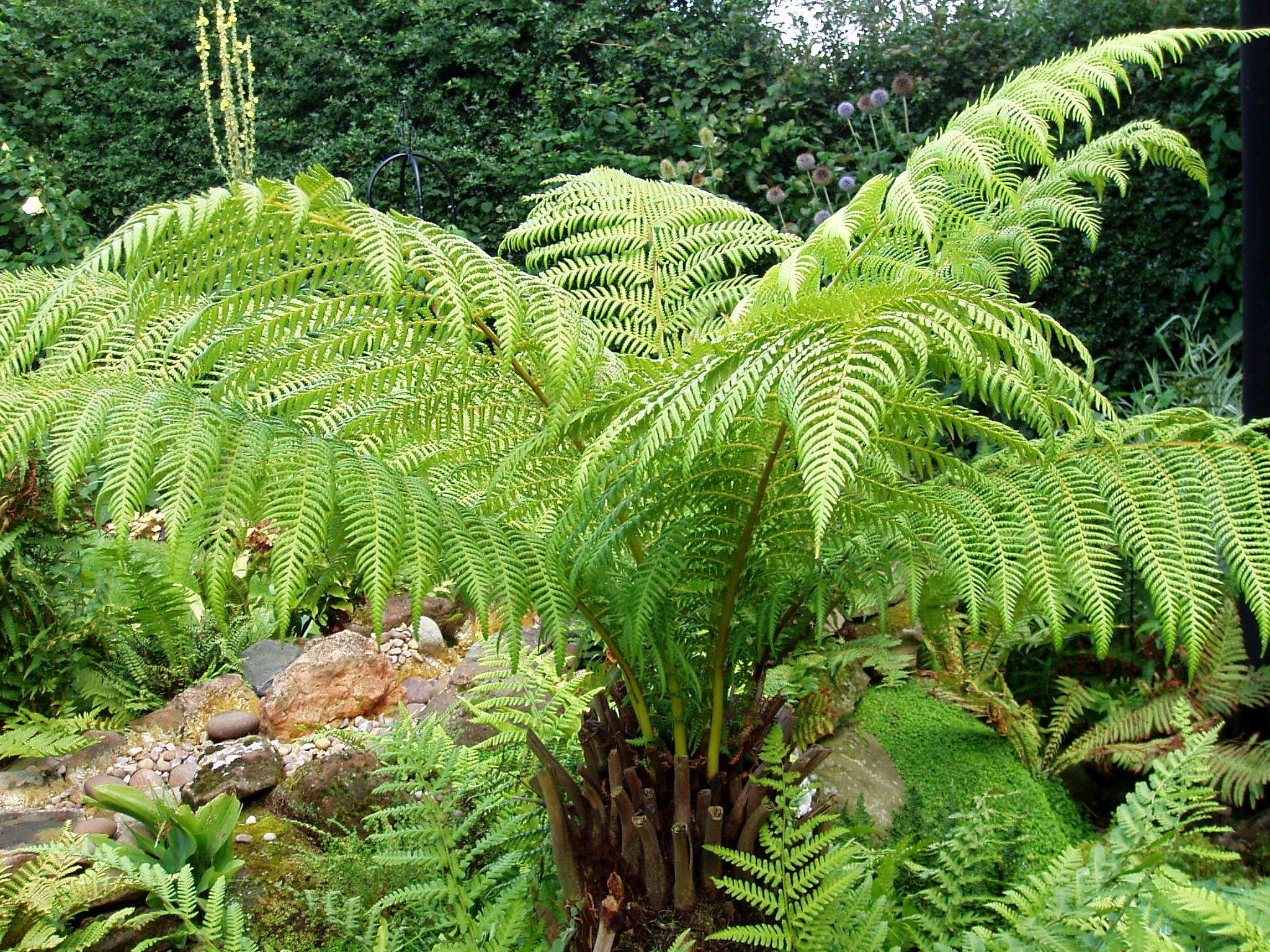
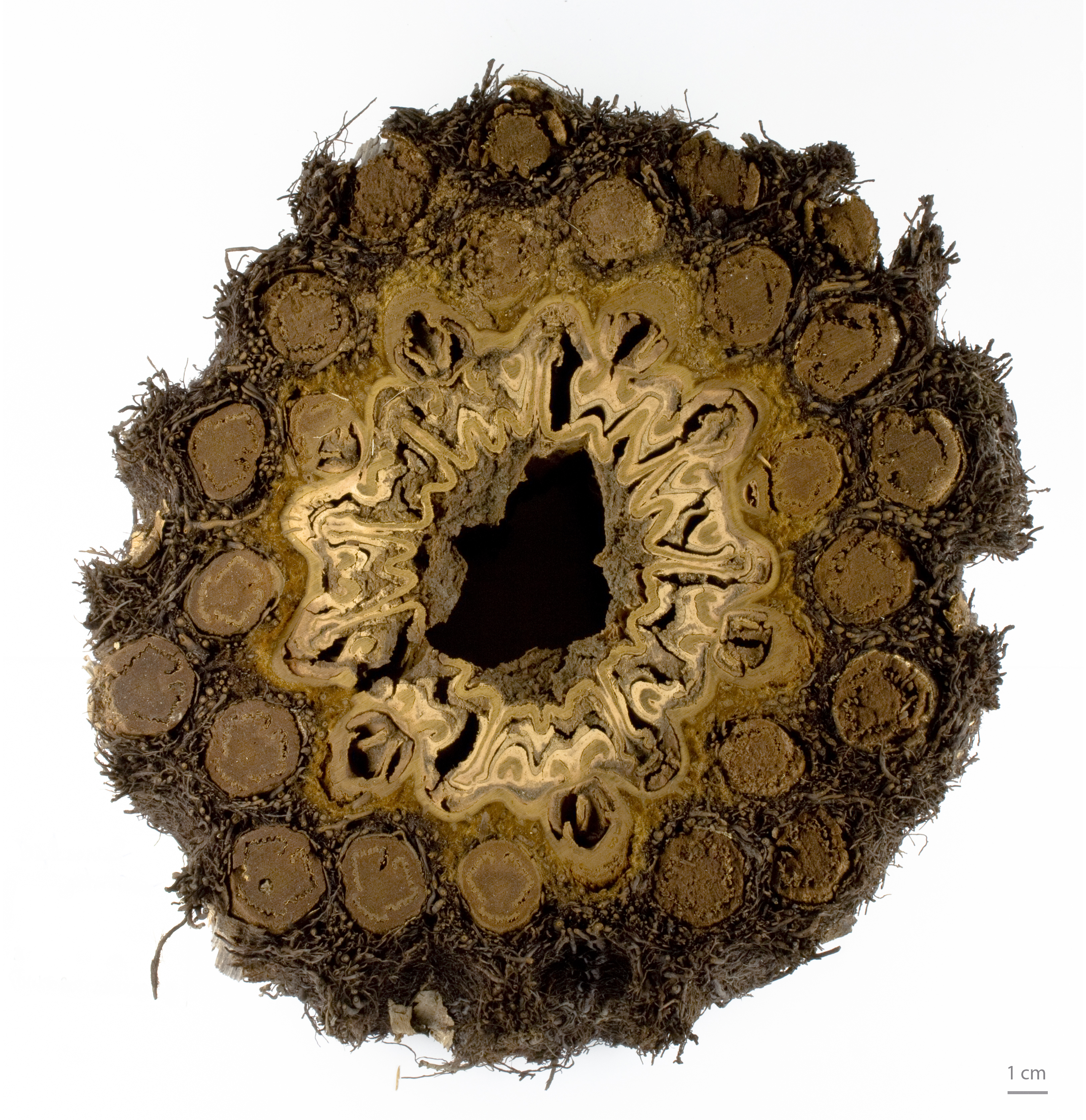
Тулузский музей